# Situazione disperata ma non seria
Situazione disperata ma non seria (Situation Hopeless... But Not Serious) è un film del 1965 diretto da Gottfried Reinhardt, sceneggiato da Jan Lustig e Sylvia Reinhardt e prodotto dalla Società Castle.

## Trama
Nel 1944, durante l'ultima fase della seconda guerra mondiale, due aviatori americani riescono a salvarsi da un incidente aereo gettandosi con il paracadute e rifugiandosi in una cantina di proprietà di un tedesco che, con l'inganno, li tiene prigionieri anche dopo la fine della guerra.

## Distribuzione
Il film è stato distribuito dalla casa cinematografica Paramount nell'ottobre del 1965 negli Stati Uniti.